# 오보현
오보현은 대한민국의 텔레비전 드라마 작가이다. 

## 드라마
- 2014년 네이버TV 5부작 웹드라마 《후유증》 ... 공동집필
- 2014년 MBC 드라마 페스티벌 《형영당 일기》 ... 공동집필
- 2015년 SBS Plus 월, 수, 일 미니시리즈 《당신을 주문합니다》 ... 공동집필
- 2016년 SBS 저녁 일일연속극 《당신은 선물》 ... 공동집필
- 2022년 티빙 오리지널 드라마 《아일랜드》
- 2023년 JTBC 미니시리즈 《힙(HIP)하게》 ... 공동집필
- 2023년 NETFILX 오리지널 드라마 《정신병동에도 아침이 와요》 ... 공동집필